# Deutsche Ultramobilgesellschaft

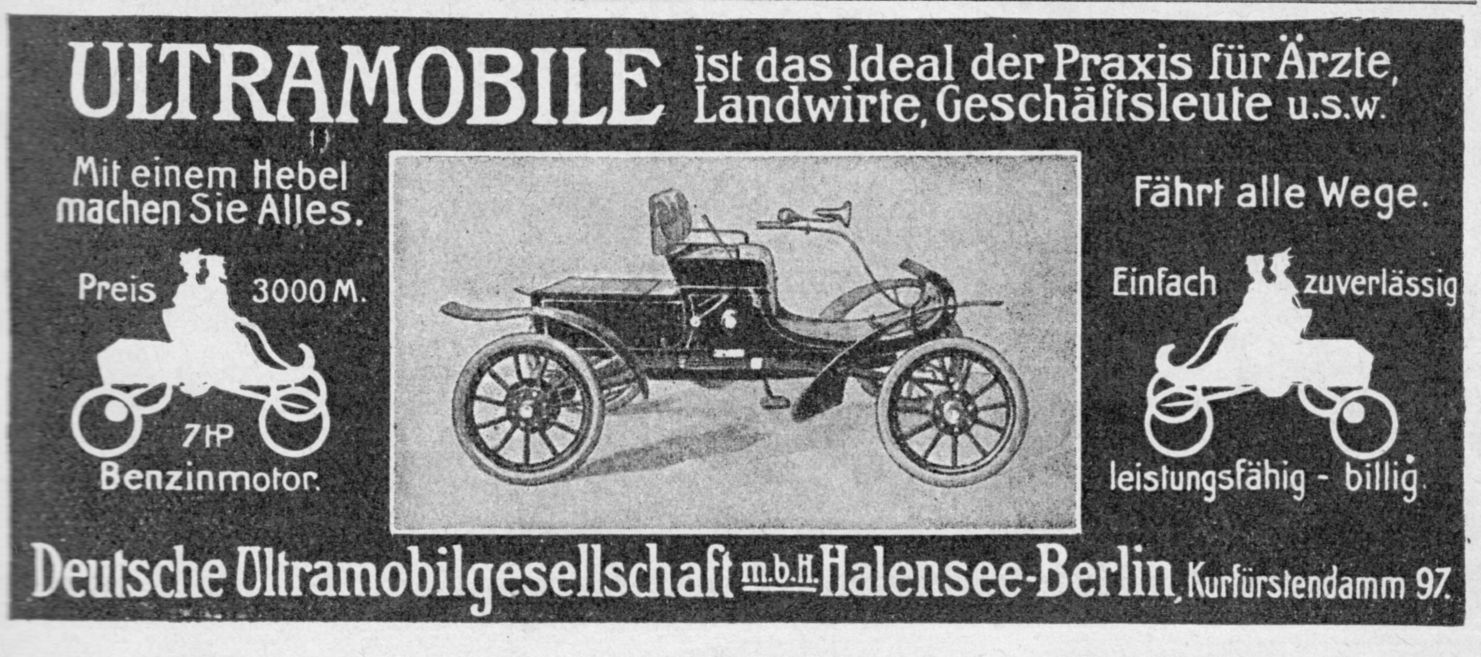
Werbeanzeige der Deutschen Ultramobilgesellschaft in der Zeitschrift Die Woche vom 22. Oktober 1904

Die Deutsche Ultramobilgesellschaft war ein Automobilhersteller, der zwischen 1903 und 1908 in Berlin-Halensee ansässig war.

## Unternehmensgeschichte
1903 begann das Unternehmen als deutsche Vertretung für Oldsmobile. Angeboten wurde das Modell Curved Dash.
Ab 1904 wurde eine Kopie des Wagens als Ultramobile (man beachte die amerikanische Schreibweise, analog zu Oldsmobile) angeboten. Der Runabout mit zwei Sitzplätzen hatte einen Einzylinder-Viertaktmotor mit 1570 cm³ Hubraum, der hinten eingebaut war und 8 PS (5,9 kW) Leistung entwickelte, die über ein Zweigang-Planetengetriebe und eine Kette an die Hinterachse weitergeleitet wurden. Typisch war die nach vorne gewölbte Spritzwand.
Der Wagen wurde im Auftrag der Fahrzeugfabrik Eisenach gefertigt und als „Wunder der deutschen Technik“ vermarktet. 1906 wurde die Fertigung zum Berliner Unternehmen W. A. Boese & Co. (nicht zu verwechseln mit dem Automobilhersteller Boes & Co.) verlagert.
Ebenfalls ab 1906 begann der Bau eines Wagens mit Zweizylinder-Frontmotor, der 12 PS entwickelte. Dies war eine Eigenkonstruktion, die mit dem Curved Dash nichts mehr zu tun hatte.
1908 musste die Deutsche Ultramobilgesellschaft Konkurs anmelden.
Leutner aus Riga produzierte das Ultramobile in Lizenz.

## Bildergalerie

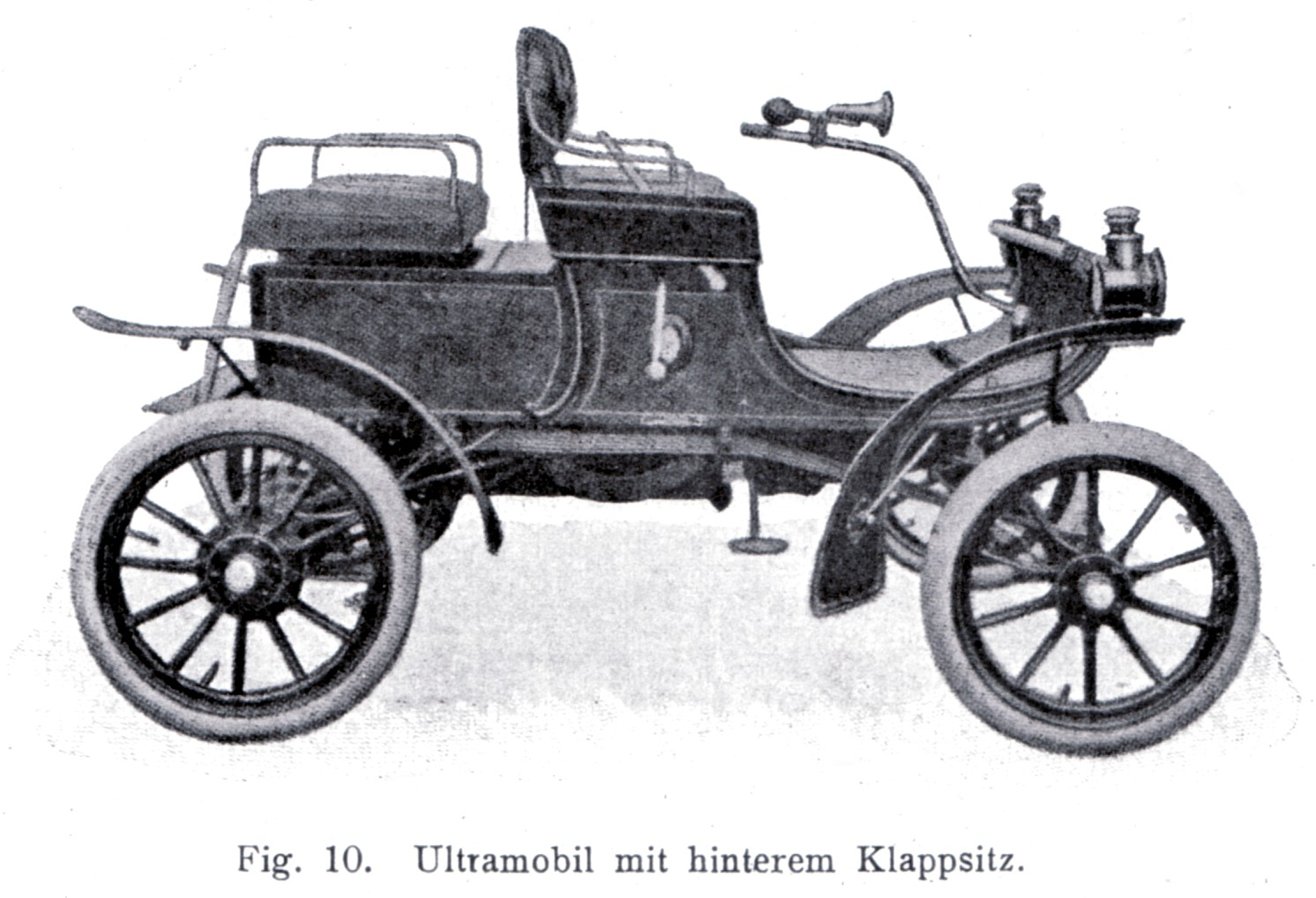
Ultramobile 1906
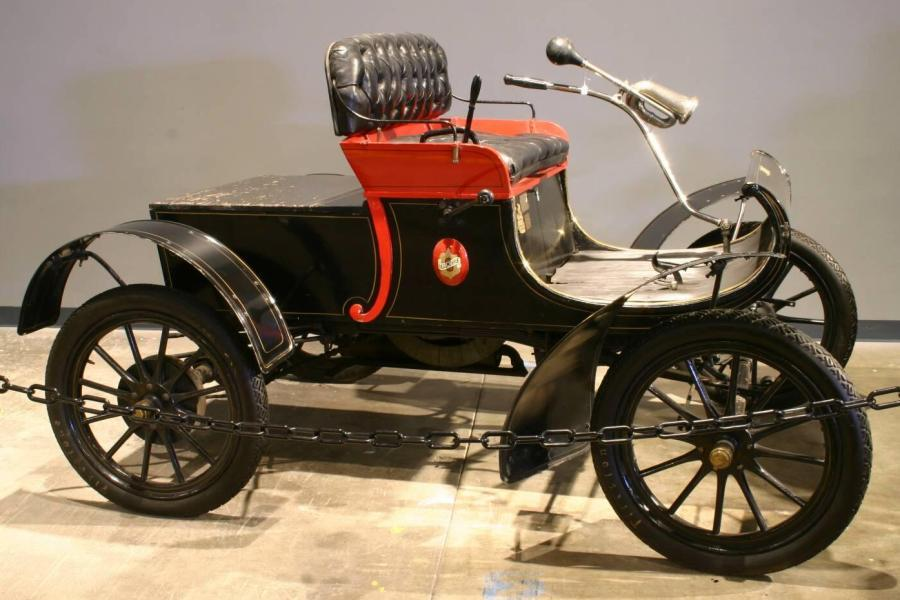
Das Vorbild: Oldsmobile Curved Dash (1904)